# Iridarsenita
La iridarsenita és un mineral de la classe dels sulfurs. Rep el seu nom de la seva composició química.

## Característiques
La iridarsenita és un sulfur d'iridi i ruteni, de fórmula química (Ir,Ru)As₂. Cristal·litza en el sistema monoclínic, formant inclusions irregulars, de fins a 60 micròmetres, en matriu de ruteniridosmina. La seva duresa a l'escala de Mohs es troba entre 5 i 5,5.
Segons la classificació de Nickel-Strunz, la iridarsenita pertany a «02.AC: Aliatges de metal·loides amb PGE» juntament amb els següents minerals: atheneïta, vincentita, arsenopal·ladinita, mertieita-II, stillwaterita, isomertieita, mertieita-I, miessiita, palarstanur, estibiopaladinita, menshikovita, majakita, paladoarseniat, paladobismutarseniat, paladodymita, rhodarseniat, naldrettita, polkanovita, genkinita, ungavaïta, polarita, borishanskiïta i froodita.

## Formació i jaciments
Es troba en palletes o fragments d'aliatges naturals d'osmi, iridi i ruteni. Sol trobar-se associada a altres minerals com: irarsita, rutenarsenita o ruteniridosmina. Va ser descoberta l'any 1974 al riu Waria, a Ioma (Província del Nord, Papua Nova Guinea). També se n'ha trobat a la Xina, Cuba, Finlàndia, Grècia, Rússia, Sud-àfrica i Estats Units.